# Charoides pagana
Charoides pagana är en skalbaggsart som först beskrevs av Francis Polkinghorne Pascoe 1859.  Charoides pagana ingår i släktet Charoides och familjen långhorningar. Inga underarter finns listade i Catalogue of Life.